# 馬甘格
馬甘格是哥倫比亞的城市，位於該國北部馬格達萊納河畔，由玻利瓦省負責管轄，距離首都波哥大736公里，始建於1610年4月9日，面積1,113平方公里，海拔高度25米，2011年人口130,742。